# Література Південно-Африканської Республіки
Література Південно-Африканської Республіки представлена творами одинадцятьма національними мовами. Найчастіше зустрічаються англійська та африкаанс, крім них використовуються мови групи банту, нама (готтентотська) та койсанські (бушменські) мови.

## Історія
Література Південної Африки відома з доколоніальних часів, коли вона була представлена усною народною творчістю. До неї відносяться, наприклад, казки, прислів'я та приказки зулусів, легенди та сказання бушменів та готтентотів. У період колонізації виникає героїчний епос.
Починаючи з XIX століття, одночасно з використанням серед місцевих народів писемності, у Південній Африці з'являється писемна література. Одним із перших опублікованих творів стає роман на сесото «Чака» (1925) Томаса Мофоло.
Наприкінці XIX — першій половині XX століття у літературі Південної Африки з'являється антиколоніальна тема. Вона зачіпає як прозу, і поезію. Відомим автором цього періоду була Олівія Шрейнер (перший південноафриканський твір великої форми — роман «Африканська ферма», 1883). У 1939 році з'являється роман Роберта Зломо мовою ісізулу про вождя Шаку. Після Другої світової війни, з встановлення режиму апартеїду, з'являється група авторів, чиї твори висловлюють протест проти порядків, що встановилися. Серед них — Пітер Абрагамс, Гаррі Блум, Алекс Ла Гума, Надін Гордімер.
У 1991 році Надін Гордімер стає першим південноафриканським автором, який отримав Нобелівську премію з літератури. 2003 року Нобелівську премію отримує Джон Максвелл Кутзее.
Перший чорношкірий президент ПАР Нельсон Мандела 1995 року опублікував автобіографічну повість «Довгий шлях до свободи».

## Сучасні автори
Сучасну літературу Південної Африки репрезентують заслужені автори XX століття: Надін Гордімер (у 2003 році вийшов новий збірник оповідань «Здобич») та Джон Максвелл Кутзее (у 2013 році опублікував роман «Дитинство Ісуса»). Серед інших авторів, відомих не лише в ПАР, а й за межами країни, — Антьє Крог, Дален Метті, Вілбур Сміт.
Відомі поети Південної Африки — Брейтен Брейтенбах, Монган Валлі Сероте.
З 2006 року в Кейптауні проводиться міжнародний книжковий ярмарок.